# Dromaeolus
Dromaeolus är ett släkte av skalbaggar som beskrevs av Ernst Hellmuth von Kiesenwetter 1852. Dromaeolus ingår i familjen halvknäppare.

## Dottertaxa tillDromaeolus, i alfabetisk ordning[1][2]
- Dromaeolus agriotoides
- Dromaeolus arduus
- Dromaeolus barnabita
- Dromaeolus bonvouloiri
- Dromaeolus brachycerus
- Dromaeolus cephalotes
- Dromaeolus collaris
- Dromaeolus compressus
- Dromaeolus concolor
- Dromaeolus coneus
- Dromaeolus elateroides
- Dromaeolus germanus
- Dromaeolus grandicollis
- Dromaeolus hawaiiensis
- Dromaeolus konensis
- Dromaeolus mauiensis
- Dromaeolus mixta
- Dromaeolus molokaiensis
- Dromaeolus obscurus
- Dromaeolus obtusus
- Dromaeolus pachyderes
- Dromaeolus parallelus
- Dromaeolus perkinsi
- Dromaeolus piger
- Dromaeolus pumilio
- Dromaeolus puncticeps
- Dromaeolus puncticollis
- Dromaeolus sculpturatus
- Dromaeolus solitarius
- Dromaeolus sordidus
- Dromaeolus sputator
- Dromaeolus subtilis